# (A) Senile Animal
| Оценки критиков | Оценки критиков |
| Источник        | Оценка          |
| --------------- | --------------- |
| AllMusic        | [ 2 ]           |
| RockHard        | 8/10            |
| PopMatters      | [ 4 ]           |

(A) Senile Animal (с англ. — «Старческое животное») — студийный альбом американской сладж-метал-группы Melvins, который был издан в 2006 году на лейбле Ipecac Recordings.

## Об альбоме
После ухода басиста Кевина Рутманиса из группы, оставшиеся участники Базз Осборн и Дейл Кровер объединили свои усилия с группой Big Business, состоящей из басиста Джареда Уоррена и барабанщика Коди Уиллиса. В интервью журнала Kerrang! 2008 года Базз вспоминал, что в течение 18 месяцев не знал что делать после ухода Кевина. Они играли с Big Business, и тут он подумал, почему бы не заполучить обоих музыкантов сразу? Они долго думали о двух барабанщиках и принятое решение оказалось лучшим. Базз признался, что (A) Senile Animal является одним из его любимых альбомов.
Песня «A History of Bad Men» звучала в фильме Я знаю, кто убил меня и в сериале Настоящий детектив.

### Видеоклипы
В 2007 году был опубликован клип на песню «The Talking Horse».

## Список композиций
| №   | Название                  | Длительность |
| --- | ------------------------- | ------------ |
| 1.  | «The Talking Horse»       | 2:40         |
| 2.  | «Blood Witch»             | 2:44         |
| 3.  | «Civilized Worm»          | 5:57         |
| 4.  | «A History of Drunks»     | 2:19         |
| 5.  | «Rat Faced Granny»        | 2:40         |
| 6.  | «The Hawk»                | 2:34         |
| 7.  | «You've Never Been Right» | 2:30         |
| 8.  | «A History of Bad Men»    | 6:42         |
| 9.  | «The Mechanical Bride»    | 6:25         |
| 10. | «A Vast Filthy Prison»    | 6:44         |

## Над альбомом работали

### Участники группы
- Базз Осборн — вокал, гитара
- Дейл Кровер — ударные
- Джаред Уоррен — бас-гитара
- Коуди Уиллис — ударные

### Прочие
- Кевин Уиллис — фото группы
- Маки Осборн — дизайн обложки альбома
- Джон Голден — мастеринг
- Тоши Касаи — запись, микшеринг